# 巴达霍斯省

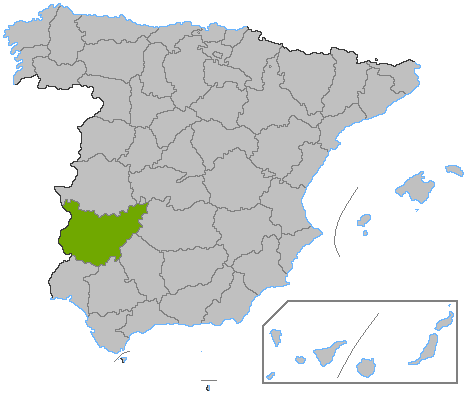
巴达霍斯省位置图

巴达霍斯省（西班牙語：Provincia de Badajoz，西班牙語發音：[baðaˈχoθ]）是西班牙西部埃斯特雷马杜拉自治区的一个省，位于和葡萄牙交界处，于1833年设省，面积为21,766平方千米，是西班牙面积最大的省份，2017年的统计人口为679,884人，首府位于巴达霍斯。 
巴达霍斯省的地形大部分为丘陵地带，许多地方荒无人烟，瓜地亚纳河自东向西横穿本省北部，流量季节性差异很大。当地气候冬季寒冷夏季炎热，冬季北风或西北风强烈。

## 人口
来源: INE